# شاهزاده آلبرتوی سیسیل
شاهزاده آلبرتوی سیسیل (ایتالیایی: Alberto Lodovico Maria Filipo Gaetano) پسر فردیناند چهارم (سیسیل) بود که بر اثر شلیک اچ‌ام‌اس ونگارد (۱۷۸۷) در ۶ سالگی مرد.